# アルディアン・イスマイリ
アルディアン・イスマイリ（Ardian Ismajli, 1996年9月30日 - ）は、ユーゴスラビア連邦共和国・マヤク出身のサッカー選手。アルバニア代表。エンポリFC所属。ポジションはディフェンダー。

## 経歴

### クラブ
1996年9月30日、ユーゴスラビア連邦共和国のマヤクに生まれた。コソボのサッカークラブFC2コリクの下部組織で育ち、FCプリシュティナへの期限付き移籍を経て、2016年2月にクロアチアのHNKハイドゥク・スプリトに加入。5月14日に行われたHNL最終節のNKザグレブ戦で先発出場し、トップチームにデビューした。
2020年9月14日、イタリア・セリエAに初昇格したスペツィア・カルチョに3年契約で加入した。11月1日に行われた第6節ユヴェントスFCとの試合で終盤から交代出場し、セリエAにデビュー。2021年4月18日の第31節ボローニャFC1909戦でセリエAでの初得点を記録した。
2021年8月9日、セリエAに昇格したエンポリFCに完全移籍で加入した。

### 代表
U-21アルバニア代表としての出場経験がある一方で、2016年からプレーしたU-21コソボ代表ではキャプテンとしてUEFA U-21欧州選手権2019予選を戦った。2018年5月29日に行われた対アルバニア代表との試合でコソボA代表にもデビューをした。
アルバニア代表を率いるクリスティアン・パヌッチからの声掛けを受け、2018年10月にアルバニア国籍を取得。翌11月17日に行われたUEFAネーションズリーグ2018-19のスコットランド代表との試合で、交代出場からデビューを果たした。2024年にドイツで行われたUEFA EURO 2024のメンバーにも選出されたが、出場機会は訪れず、チームもスペイン、イタリア、クロアチアと同居するグループで最下位となり敗退となった。